# 菅原チネ子
菅原 チネ子（すがわら ちねこ、本名若狭 チネ子〈わかさ ちねこ〉、1938年9月3日  - 2016年6月26日）は、日本の女優、声優。岩手県東磐井郡東山町（現 - 一関市東山町）出身。劇団朋友所属。

## 来歴・人物
日本大学芸術学部演劇学科卒業。1962年、劇団文化座に入団。『炎の人』の女学生役が初舞台。その後、劇団東芸を経て、劇団新人会（現 - 劇団朋友）に入団。
「渡る世間は鬼ばかり」第1シリーズに出演し、看護婦長役を演じた。
「白い巨塔」「太陽にほえろ！」にも出演し、舞台や声優としても活躍した。
2016年6月26日未明、肺がんのために東京都内の病院で死去。77歳没。

## 出演作品

### テレビドラマ
- 鬼平犯科帳 第2シリーズ 第24話「大川の隠居」（1972年、NET / 東宝） - 加賀やの女将
- 白い巨塔
- あにき
- 熱中時代 第2シリーズ 第4話「家庭訪問トラブル・ノート」（1980年、NTV） - 母親 役
- 心 第二十三回「おもいお荷物」（1980年9月25日、TBS） - 主婦 役
- 太陽にほえろ!
- 俺はご先祖さま
- おゆう
- おんな太閤記 - あさ 役
- 裸の大将
- 3年B組金八先生 第2シリーズ（1980〜1981、TBS) - 藤田良治の母・加根子 役
- 渡る世間は鬼ばかり（TBS系、第1シリーズ・1990年〜1991年、川島初枝 役）野田弥生（長山藍子）が当時勤めていた「聖十字病院」の看護婦長役。）理解のある婦長役を演じた。弥生の献身的な支えとなる人物だった。

### 映画
- マルサの女2（1988年、東宝 / 伊丹プロ）- 大衆食堂のおかみさん 役（菅原ちね子 名義)

### 吹き替え
- ミラーズ2
- ミレニアム　ドラゴン・タトゥーの女
- 名探偵ポワロ マギンティ夫人は死んだ（NHK-BS2、2010年9月13日、ローラ・アップワード 役）
- 名探偵ポワロ 象は忘れない（NHK-BSプレミアム、2014年9月8日、マッチャム夫人 役）
- 私が、生きる肌（2012年11月7日、マリリア 役）